# Conselho Político Supremo
Conselho Político Supremo é um órgão executivo proclamado em 28 de julho de 2016 pelo Movimento Ansarullah Houthi e pela facção pró-Saleh do Congresso Geral do Povo para governar o Iêmen. Substitui parcialmente o Comitê Revolucionário Supremo em suas prerrogativas.
Saleh Ali al-Sammad tornou-se presidente em 6 de agosto de 2016 e em 14 de agosto de 2016 seus membros foram empossados.
Em 15 de agosto de 2016, o Comitê Revolucionário Supremo entregou o poder ao Conselho Político Supremo. 
O conselho presidencial foi composto por 10 membros e, até sua morte por um ataque aéreo em 19 de abril de 2018, foi liderado por Saleh Ali al-Sammad como presidente com Qassem Labozah como vice-presidente. O Conselho Político Supremo desempenha as funções de chefe de Estado no Iêmen e gerencia os assuntos do Estado iemenita em uma tentativa de preencher o vácuo político durante a Guerra Civil Iemenita. Posteriormente, o Conselho também seria responsável por criar um chefe de governo liderado por Abdel-Aziz bin Habtour conhecido como Governo de Salvação Nacional.